# Ямайка на летних Олимпийских играх 1956
Ямайка принимала участие в Летних Олимпийских играх 1956 года в Мельбурне (Австралия) в третий раз за свою историю, но не завоевала ни одной медали. Сборную представляли только легкоатлеты.

## Результаты

### Лёгкая атлетика
| Спортсмен                                            | Дисциплина       | Первый раунд | Первый раунд | Четвертьфинал        | Четвертьфинал        | Полуфинал            | Полуфинал            | Финал                 | Финал                 |
| Спортсмен                                            | Дисциплина       | Результат    | Место        | Результат            | Место                | Результат            | Место                | Результат             | Место                 |
| ---------------------------------------------------- | ---------------- | ------------ | ------------ | -------------------- | -------------------- | -------------------- | -------------------- | --------------------- | --------------------- |
| Кит Гарднер                                          | 100 м            | 11.22        | 3            | Завершил выступления | Завершил выступления | Завершил выступления | Завершил выступления | Завершил выступления  | Завершил выступления  |
| Кит Гарднер                                          | 110 м с/б        | н/д          | н/д          | 14.65                | 5                    | Завершил выступления | Завершил выступления | Завершил выступления  | Завершил выступления  |
| Мелвилл Спенс                                        | 200 м            | 22.13        | 4            | Завершил выступления | Завершил выступления | Завершил выступления | Завершил выступления | Завершил выступления  | Завершил выступления  |
| Малкольм Спенс                                       | 200 м            | 21.86        | 6            | Завершил выступления | Завершил выступления | Завершил выступления | Завершил выступления | Завершил выступления  | Завершил выступления  |
| Ричард Эстик                                         | 200 м            | 25.81        | 5            | Завершил выступления | Завершил выступления | Завершил выступления | Завершил выступления | Завершил выступления  | Завершил выступления  |
| Мелвилл Спенс                                        | 400 м            | 48.00        | 2            | 47.38                | 3                    | 47.58                | 4                    | Завершил выступления  | Завершил выступления  |
| Малкольм Спенс                                       | 400 м            | 48.31        | 2            | 47.42                | 2                    | 47.52                | 6                    | Завершил выступления  | Завершил выступления  |
| Джордж Керр                                          | 400 м            | 49.74        | 2            | 47.79                | 4                    | Завершил выступления | Завершил выступления | Завершил выступления  | Завершил выступления  |
| Мелвилл Спенс Малкольм Спенс Джордж Керр Кит Гарднер | эстафета 4×400 м | DNF          | DNF          | н/д                  | н/д                  | н/д                  | н/д                  | Завершили выступления | Завершили выступления |

| Спортсмен     | Дисциплина      | Квалификация | Квалификация | Финал     | Финал |
| Спортсмен     | Дисциплина      | Результат    | Место        | Результат | Место |
| ------------- | --------------- | ------------ | ------------ | --------- | ----- |
| Эрнест Хэйзли | прыжок в высоту | 1.92         | 19           | 1.96      | 15    |